# Somos. (serie de televisión)
Somos. es una miniserie mexicana de Netflix creada por James Schamus y coescrita junto con Monika Revilla y Fernanda Melchor. Está basada en el artículo de Ginger Thompson “Anatomía de una masacre” que trata sobre la masacre de Allende, Coahuila, en el 2011 a manos del cártel Los Zetas y que fue desencadenada por una operación fallida de la DEA.
Aunque la masacre de Allende ocurrió en el 2011, no se supo nada de ella durante años. No salió en ningún periódico en su momento. El primer artículo al respecto lo publicó Diego Osorno en el 2014. Luego, en el 2017 Ginger Thompson publicó el artículo en el que se basa la serie y donde se revela por primera vez la responsabilidad de la DEA en los hechos.
Somos. es la primera narrativa televisiva que aborda la guerra contra el narco desde la perspectiva de las víctimas. Se trata de una obra coral, con múltiples protagonistas.

## Sinopsis
Las vidas de la gente de Allende, un pueblo mexicano fronterizo, son afectadas por las operaciones de un cártel poderoso. Inspirado en hechos reales.

## Reparto
- Alejandro Ruiz como Ronaldo
- Jero Medina como Benjamín
- Arelí González como Érika
- Iliana Donatlán como Irene
- Everardo Arzate como Chema
- Caraly Sánchez como Flor María
- Mercedes Hernández como Doña Chayo
- Fernando Larrañaga como Isidro Linares
- Jesús Sida como Paquito
- Martín Peralta como Carlos Revilla
- Jimena Pagaza como Nancy
- Jesús Herrera como Armando
- Mario Quiñones como Tom
- Ulises Soto como Samuel

## Proceso de casting
Para el director de casting Bernardo Velasco (Ya no estoy aquí) fue muy importante establecer un balance entre actores profesionales y no profesionales/naturales, ya que uno de los principales objetivos del creador James Schamus era el de construir personajes verídicos que permitieran una conexión más cercana con el espectador. 
Durante el proceso de búsqueda se diseñó una convocatoria dentro de las comunidades, en redes sociales y de boca en boca donde se entrevistaron a más de 300 personas para distintos papeles. El proceso de casting para actores profesionales fue paralelamente en la Ciudad de México.

## Episodios
| N.º | Título                     | Dirigido por     | Escrito por    | Fecha de lanzamiento original |
| --- | -------------------------- | ---------------- | -------------- | ----------------------------- |
| 1   | «La manada perezosa»       | Álvaro Curiel    | James Schamus  | 30 de junio de 2021           |
| 2   | «Una boca llena de moscas» | Álvaro Curiel    | Monika Revilla | 30 de junio de 2021           |
| 3   | «Dile a la luna que venga» | Mariana Chenillo | Monika Revilla | 30 de junio de 2021           |
| 4   | «Un paseo con lobos»       | Mariana Chenillo | Monika Revilla | 30 de junio de 2021           |
| 5   | «La noche nos pertenece»   | Álvaro Curiel    | James Schamus  | 30 de junio de 2021           |
| 6   | «Somos.»                   | Álvaro Curiel    | James Schamus  | 30 de junio de 2021           |